# Oribásio
Oribásio (em grego: Ὀρειβάσιος; em latim: Oribasius; ca. 320 - 403) foi um professor de medicina grego e o médico pessoal do imperador romano Juliano, o Apóstata (r. 361–363).

## Vida

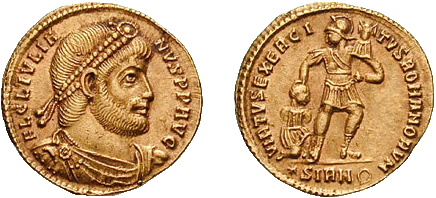
Soldo de Juliano

Segundo Eunápio, Oribásio era originário de Pérgamo, enquanto segundo Filostórgio e a Suda era originário de Sardes. Discípulo de Zenão de Chipre, notabilizou-se como doutor e professor de medicina, tendo sido autor de tratados médicos. Era amigo íntimo de Juliano e acompanhou-o à Gália quando ele assumiu a posição de césar, bem como esteve presente em seu leito de morte em julho de 363. Também escreveu uma memória da campanha persa de Juliano para seu amigo Eunápio.
Segundo a Suda, Juliano teria o nomeado questor em Constantinopla, porém esta afirmação não é confirmada por nenhuma outra fonte. Ele foi exilado do Império Romano pelos sucessores de Juliano e sua propriedade foi confiscada, porém foi posteriormente reconvocado e sua propriedade lhe foi devolvida. Casou-se com uma dama rica e teve quatro filhos; um de seus filhos era Eustácio 4. Oribásio ainda estava vivo quando seu amigo Eunápio compôs sua Vida.

## Obras

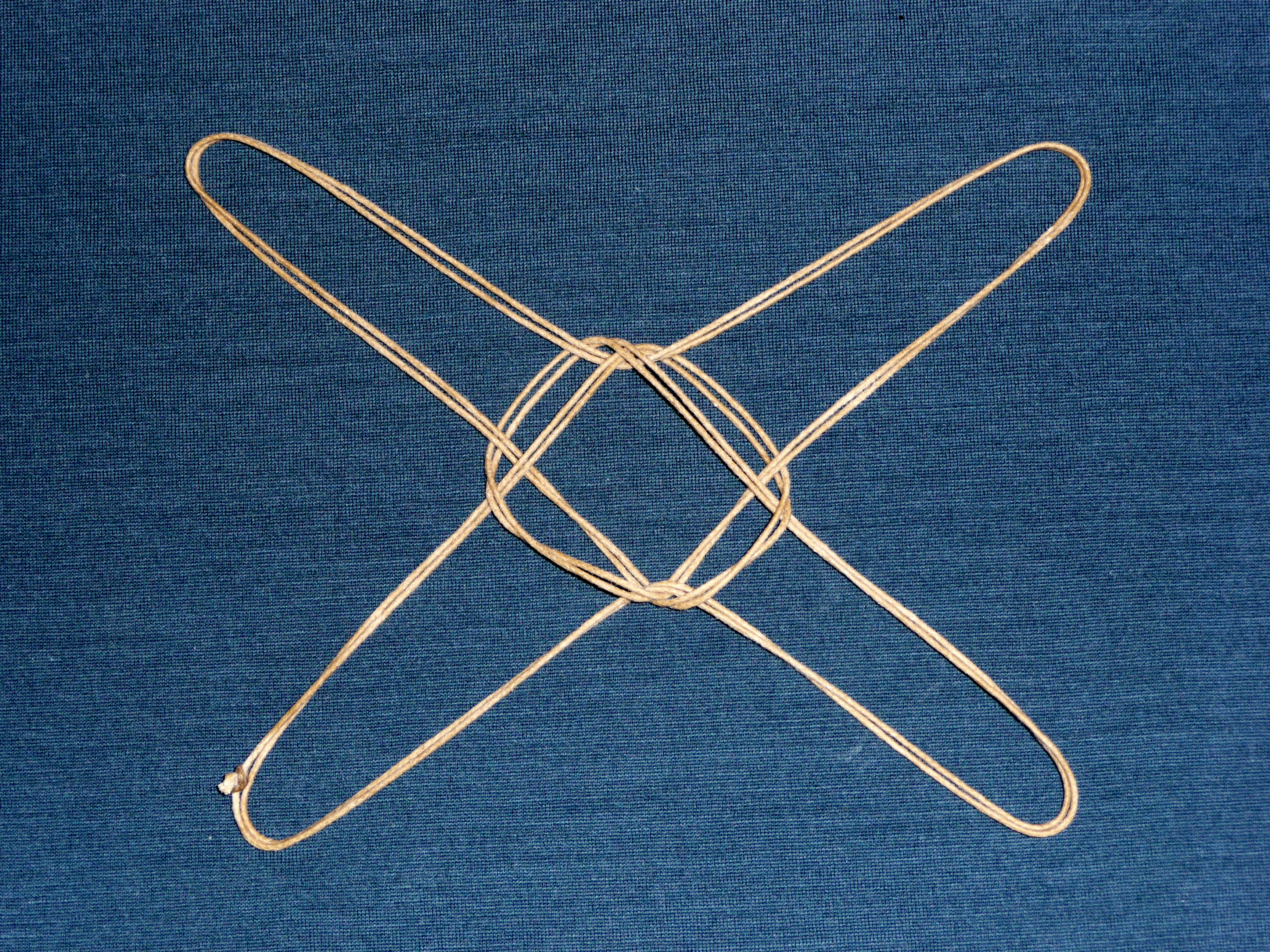
Plinthios Brokhos

Os principais trabalhos de Oribásio, escritos a pedido de Juliano, são duas coleções de excertos de escritos de estudiosos médicos anteriores, uma coleção de excertos de Galeno e as Coleções Médicas (em grego: Ἰατρικαὶ Συναγωγαί; romaniz.: Iatrikai Synagogai; em latim: Collectiones medicae), uma compilação massiva de excertos de outros estudiosos de medicina da Antiguidade. Toda sua obra está impressa no Corpus Medicorum Graecorum.
O primeiro destes trabalhos está inteiramente perdido e apenas 25 dos 70 ou 72 livros das Coleções sobreviveu. Esse trabalho preserva alguns excertos de escritores mais antigos cujas obras também foram perdidas. A descrição mais antiga conhecida de uma cama de gato, apresentada como a eslinga cirúrgica Plinthios Brokhos pelo médico grego Héraclas, está entre o material preservado.
Segundo a hagiografia Paixão de Artêmio, em 362, Oribásio, em nome de Juliano, visitou Delfos, agora desolada, e ofereceu os serviços imperiais para reparar o templo, mas a Pítia délfica deu-lhe uma profecia lamuriosa:
Εἴπατε τῷ βασιλεῖ, χαμαὶ πέσε δαίδαλος αὐλά,

οὐκέτι Φοῖβος ἔχει καλύβην, οὐ μάντιδα δάφνην,

οὐ παγὰν λαλέουσαν, ἀπέσβετο καὶ λάλον ὕδωρ.

Conte ao imperador, o esplêndido salão caiu no chão

Febo não mais tem sua casa, nem o loureiro profético

nem a fonte falante. A água falante também se foi

— Paixão de Artêmio 96.1284.45–7; Jorge Cedreno 1.532.8–10